# 国際消費者機構
国際消費者機構（こくさいしょうひしゃきこう、Consumers International）とは、世界中の消費者団体が加盟するNPO団体である。1960年に創設され、120以上の国から250以上の団体が加盟している。
本部はイギリスのロンドンにあり、支部がマレーシア、チリ、南アフリカ、インド、オマーンに存在。 

## 歴史
国際消費者機構の歩みは、消費者問題に関する国際横断的な運動を起こすこと、知識を共有することを目的に、前身であるIOCU（the International Organisation of Consumers Unions）が1960年に設立された。 
IOCUの創設者は、のちにオランダの消費者団体であるConsumentenbondの取締役になったElizabeth Schadeeとイギリスの消費者団体であるConsumers' Associationの最初の代表であるCaspar Brookである。この二人は商品テストの情報に関する国際的な会議を作る提案を行い、アメリカの消費者団体であるConsumers Unionが10000米ドルの金銭援助を行った。こうして1960年1月に、この3団体がスポンサーとなり、初めての商品テストに関する国際会議が開かれた。14か国、17の消費者団体から34人が参加し、その中で国際組織としてのIOCUの設立が議論され、設立に至った。
1995年に改称し、国際消費者機構（Consumers International）となった。

## 加盟状況
国際消費者機構には120以上の国から250以上の団体が加盟している。日本の消費者団体からは、全国消費者団体連絡会、消費者法ニュース、日本消費者連盟、消費者ネットジャパンが参加している。

## 世界消費者権利デー
世界消費者権利デー（せかいしょうひしゃけんりデー、英語: World Consumer Rights Day）とは国際消費者機構が1983年に提唱した記念日。毎年3月15日に設定されている。
この記念日は、1962年3月15日にアメリカ合衆国大統領であったジョン・F・ケネディが「消費者の利益の保護に関するアメリカ合衆国連邦議会への特別教書」を発表したことに由来し、国際消費者機構が世界の消費者運動を祝福し連帯する記念日とした。